# (529) Preziosa
(529) Preziosa – planetoida z pasa głównego asteroid okrążająca Słońce w ciągu 5 lat i 89 dni w średniej odległości 3,02 j.a. Została odkryta 20 marca 1904 roku w Landessternwarte Heidelberg-Königstuhl w Heidelbergu przez Maxa Wolfa. Nazwa planetoidy pochodzi od bohaterki noweli La Gitanilla Miguela de Cervantesa. Przed nadaniem nazwy planetoida nosiła oznaczenie tymczasowe (529) 1904 NT.